# Basílica de Sant Pere
|  | Per a altres significats, vegeu «antiga basílica de Sant Pere». |

La basílica papal de Sant Pere (en llatí, Basilica Sancti Petri; en italià, Basilica Papale di San Pietro in Vaticà), coneguda comunament com basílica de Sant Pere, és un temple catòlic situat a la Ciutat del Vaticà.
La basílica compta amb el major espai interior d'una església cristiana al món, presenta 193 m de longitud, 44,5 m d'alçada, i abasta una superfície de 2,3 hectàrees. L'altura de la cúpula fa fa que la figura domini el horitzó de la ciutat de Roma. És considerada com un dels llocs més sagrats del catolicisme. S'ha descrit com «ocupant d'una posició única al món cristià» i com «la més gran de totes les esglésies de la cristiandat». És una de les quatre basíliques majors i una de les esglésies que s'han visitar al pelegrinatge de les set esglésies de Roma per a obtenir la indulgència plenària.
En la tradició catòlica, la basílica està situada sobre el lloc d'enterrament de sant Pere, que va ser un dels dotze apòstols de Jesús de Natzaret, el primer bisbe d'Antioquia, el primer bisbe de Roma i, per tant, el primer dels pontífexs. La tradició i les proves històriques i científiques sostenen que la sepultura de el Sant està directament sota l'altar major de la basílica. També la majoria dels papes han estat enterrats a Sant Pere des de l'època paleocristiana. Al lloc de la basílica han existit esglésies des del segle iv. La construcció de l'actual edifici, sobre l'antiga basílica constantiniana, va començar el 18 d'abril de 1506, per ordre del papa Juli II, i es va acabar el 18 de novembre de 1626. Hi van treballar alguns dels arquitectes més famosos de la història, com Donato Bramante, Miquel Àngel o Bernini.
Tot i la creença popular, Sant Pere no és una catedral, ja que l'arxibasílica de Sant Joan del Laterà és la catedral de Roma.

## Història

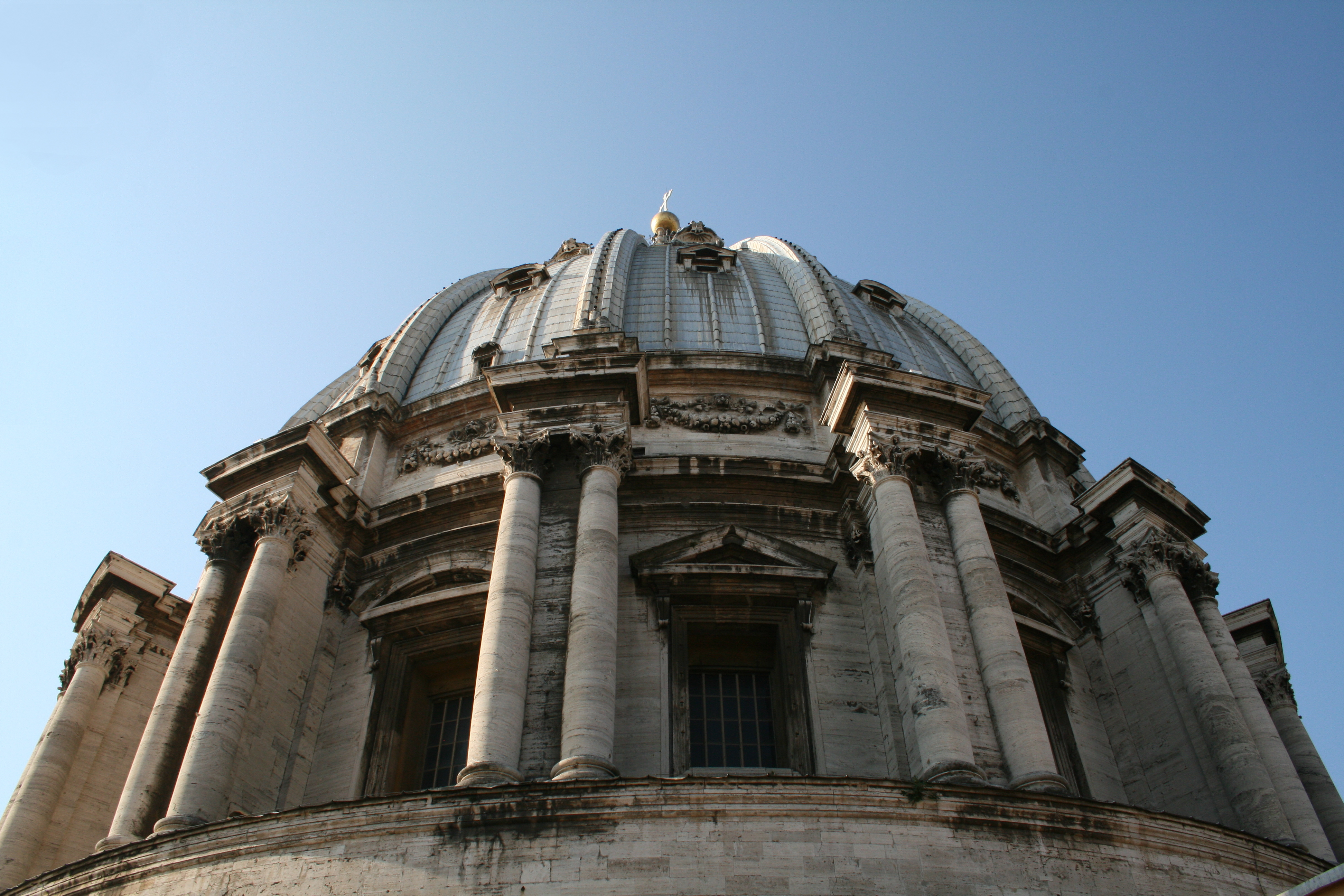
Vista de la cúpula de Miquel Àngel

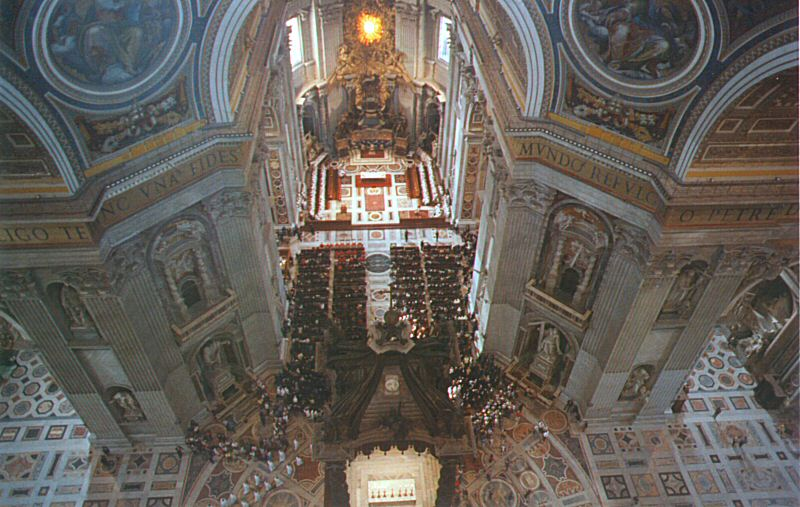
Interior de la basílica de Sant Pere

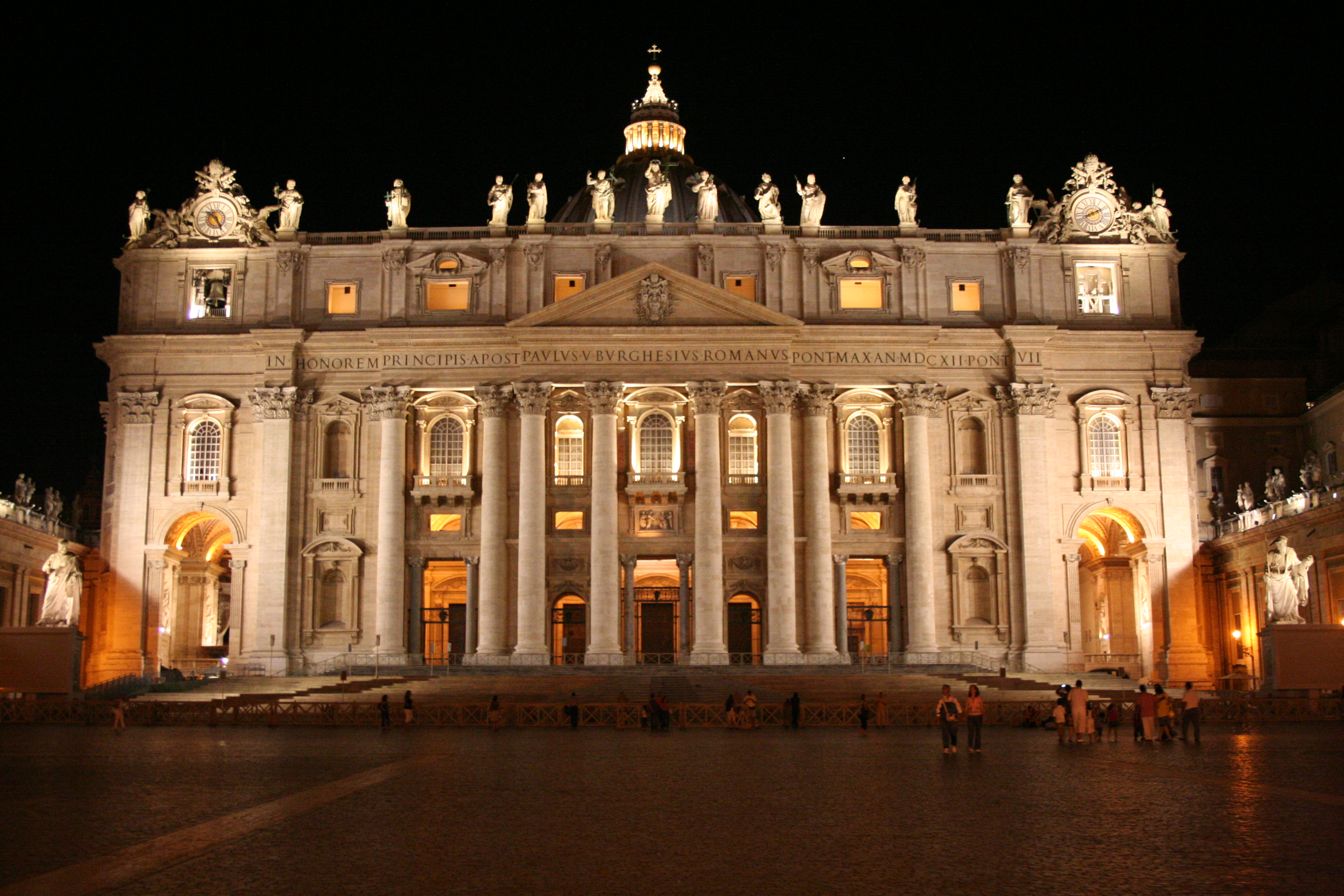
Vista de nit de la basílica

La construcció de la basílica es remunta a l'època del martiri de Sant Pere, quan es va construir un petit monument commemoratiu al lloc on havia estat enterrat el sant, prop del circ de l'emperador Neró.
Entre el 326 i el 330, l'emperador Constantí el Gran va fer construir una basílica, a expenses del papa Silvestre I, que va ser acabada trenta anys més tard. Davant l'altar major d'aquesta església, van ser coronats molts emperadors: el dia de Nadal de l'any 800, ho va ser Carlemany, a qui el Papa Lleó III va imposar la corona imperial romana. Al segle xv, pel fet que la basílica paleocristiana es trobava bastant deteriorada i amenaçava d'ensorrar-se, el papa Nicolau V el 1452 va encarregar-ne la reconstrucció a Bernardo Rosellino, però els treballs es van interrompre tan sols tres anys després per la mort del papa i els murs tan sols s'arribaven a aixecar un metre de terra. Fou amb Juli II el 1506 (50 anys després), quan es reinicien les obres acollint el disseny proposat per Bramante.

Projecte de Bramante

La construcció de l'edifici actual s'inicià el 15 d'abril de 1506. El projecte, dirigit per Bramante, consistia en un edifici amb planta de creu grega inscrita en un quadrat i podem comprovar que l'edifici hauria d'haver-se cobert per cinc cúpules; una central en el creuer i les restants en els angles, inspirada en l'església de Santa Maria dei Fiori, a Florència. Aquesta tipologia de planta centralitzada és típica del Renaixement, estil que presenta un gran interès per la geometria.
Els treballs es van iniciar amb la demolició de la basílica prèvia (encarregada per Constantí i on suposadament es trobaven les restes de Sant Pere), molts puritans en varen lamentar la demolició. Bramante va morir el 1514 i els seus successors Rafael, Fra Gioconda da Verona i Antonio da Sangallo varen canviar aquest pla genial; a la seva mort només s'havia edificat poc més que els quatre grans pilars que havien de sostenir la gran cúpula central. Posteriorment, el papa Pau III va encomanar la direcció de les obres a Miquel Àngel, que va reprendre la idea de Bramante de planta de creu grega. El disseny original de Bramante tenia problemes estructurals que varen ser corregits per Miquel Àngel. La més important aportació de Miquel Àngel va ser la gran cúpula tot just sobre l'altar major i la tomba de l'apòstol Pere; que malgrat el seu pes, sembla surar en l'aire, i que va ser acabada pels arquitectes que van succeir aquest gran artista com a directors de l'obra. El 1606, el papa Pau V va ordenar el retorn a la forma de creu llatina i finalitzà la construcció 24 anys després de la mort de Miquel Àngel segons el disseny definitiu de Fontana i Della Porta.
La cúpula té un diàmetre de 42,5 metres i una alçada de 132 metres. Acabada i consagrada el 18 de novembre de 1626, durant el pontificat d'Urbà VIII. Recau just a sobre de l'altar major i està decorada amb mosaics de Giuseppe Cesari, que representen les jerarquies dels sants al cel amb la representació de Déu Pare a la llanterna central. A la base de la cúpula hi ha una cinta on es llegeix: TV ES PETRVS ET SVPER HANC PETRAM ÆDIFICABO ECCLESIAM MEAM ET TIBI DABO CLAVES REGNI CÆLORVM («Tu ets Pere i sobre aquesta pedra edificaré la meva Església i et donaré les claus del Regne del Cel»). Cada lletra té dos metres d'alçada.
Nombrosos arquitectes i artistes van participar en aquesta obra: Bramante, Rafael, Sangallo, Miquel Àngel i Maderno. La configuració final va ser obra de Maderno, que en va allargar el disseny i tornà a la creu llatina projectada per Rafael. Llavors l'arquitecte va adonar-se que la cúpula quedava en segon terme a causa de la llargada de la planta i va haver de crear la monumental façana principal.
Bernini va projectar la immensa plaça ovalada de Sant Pere i les columnates. Damunt de les columnes i per tot el perímetre de la plaça s'aprecien nombroses estàtues de sants i santes de totes les èpoques i llocs. En total està formada per 296 columnes dòriques que sostenen estàtues de 140 sants.
A sobre de la façana de la basílica hi ha les estàtues dels onze apòstols (tots menys Sant Pere), Sant Joan Baptista i, al centre, Jesucrist. Bernini va ser, també, el responsable d'escometre els dissenys i plànols per les torres dels campanars que havien de completar la façana deixada per Maderno. No obstant, l'única torre completada sota la direcció de Bernini, entre 1638 i 1641, va haver de ser enderrocada el 1646, poc després d'elevar-la, davant els evidents signes d'inestabilitat de l'estructura. Els rellotges que ocupen els extrems de la façana es van incloure a final del segle xviii, són obra de Giuseppe Valadier, que, així mateix, va situar la immensa campana fosa prèviament en un dels cossos laterals, que són el que pot considerar-se com campanars una vegada es va determinar no tornar a plantejar la construcció de torres després del desastre de Bernini.

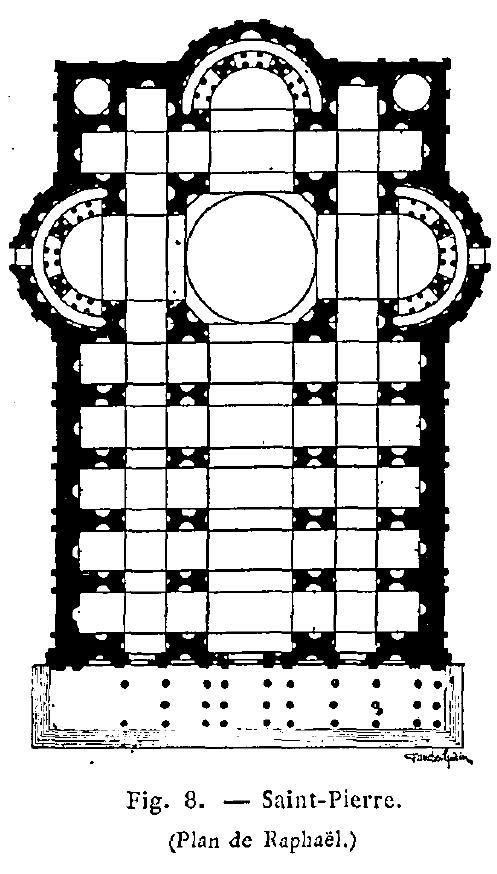
Projecte de Rafael

## Edifici
La basílica de Sant Pere és un dels edificis més grans del món, amb 218 metres de llarg i 130 d'alt a la cúpula, ocupa una àrea d'aproximadament 23.000 metres quadrats.
L'edifici és accessible en tot el seu perímetre, tot i estar unit al Palau Vaticà a través d'un corredor que s'estén al llarg del passadís posterior a l'escala Regia, al costat de la façana de la Plaça de Sant Pere. Malgrat aquest aspecte no respecta la idea de construir una illa enmig d'una gran plaça, com probablement havia pensat Miquel Àngel, la presència dels passos elevats que no interfereixen amb el perímetre de la basílica, també permeten captar la complexa articulació del temple.
L'exterior, en travertí, es caracteritza per l'ús d'un ordre gegant, per sobre del qual s'estableix un àtic. Aquesta configuració es deu essencialment a Miquel Àngel Buonarroti i es va mantenir a la intervenció del cos longitudinal afegit per Carlo Maderno.
Al llarg de la nau, en 45 altars i onze capelles que es troben a l'interior de la basílica, s'allotgen diverses obres mestres de valor històric i artístic inestimable, com diverses obres de Gian Lorenzo Bernini i d'altres artistes, com l'estàtua de bronze de Sant Pere (imatge de la planta de la basílica, nº 89), atribuïda a Arnolfo di Cambio.

### La façana

La façana

Té prop de 115 metres de llargada i gairebé 46 metres d'alçada, va ser construïda per Carlo Maderno entre 1607 i 1614, i s'articula a través de columnes, d'ordre gegant que emmarquen les entrades i la Loggia delle Benedizioni, el lloc on s'anuncia als fidels l'elecció d'un nou papa, a sota ha ha un alt relleu d'Ambrose Buonvicino, titulat Consegna delle Chiavi, del 1614. A l'entaulament, sota del frontó central hi ha la inscripció gravada:
| « | IN HONOREM PRINCIPIS APOST PAVLVS V BVRGHESIVS ROMANVS PONT MAX AN MDCXII PONT VII (llatí) En honor del Príncep dels Apòstols. Pau V, de la família Borghese, pontífex màxim Romà. Any 1612, setè any del pontificat. | » |

La façana està precedida per dues estàtues de Sant Pere apòstol i Sant Pau, esculpides respectivament per Giuseppe de Fabris i Adamo Tadolini el 1847 per substituir unes altres, obra de Paolo Taccone i Mino del Reame del 1461. A la part superior hi ha altres estàtues, entre d'altres les de més de 5,7 m de Jesús, Joan Baptista i onze dels dotze apòstols (manca Sant Pere). A banda i banda d'aquesta, es van col·locar dos rellotges fets el 1785 per Giuseppe Valadier, sota el rellotge de l'esquerra hi ha una gran campana de 7,50 m de circumferència i més de 9 tones de pes. La façana va ser restaurada en ocasió del Jubileu 2000, i va suposar el retorn dels colors originalment dissenyats per Maderno.

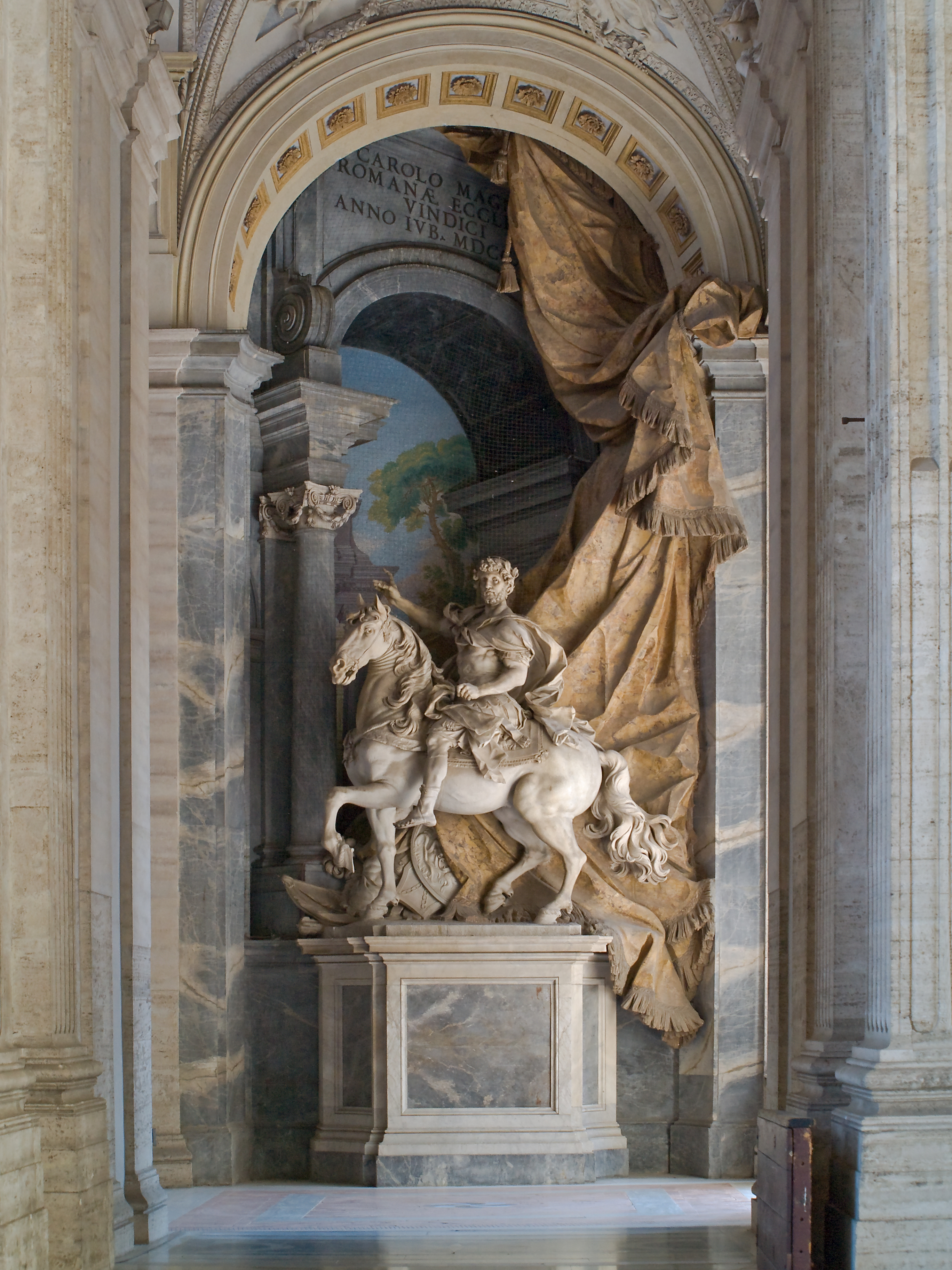
Estàtua eqüestre de Carlemany, Agustín Cornacchini (1725)

### El porxo
En travessar la porta central, s'accedeix a un porxo que s'estén per tota l'amplada de la façana d'on surten les cinc entrades a la basílica.
L'atri d'entrada està flanquejat per dues estàtues eqüestres: de Carlemany a l'esquerra, obra d'Agostino Cornacchini de 1725 (nº 2) i, a la dreta una de Constantí, creada per Bernini (1670) i que subratlla l'entrada al Palau Vaticà per la Scala Regia (nº 8). Alguns estucs enriqueixen tota la volta, dissenyats per Martin Ferrabosco, havent-hi també de realitzats per Ambrogio Buonvicino, qui també aporta trenta-dues estàtues dels papes als costats de les llunetes.
A la paret sobre l'accés principal a la basílica hi ha una peça important del mosaic de la Navicella degli Apostoli, realitzada per Giotto di Bondone per a la primitiva basílica i col·locat a l'actual seu des de 1674 (nº 1).

### Portes

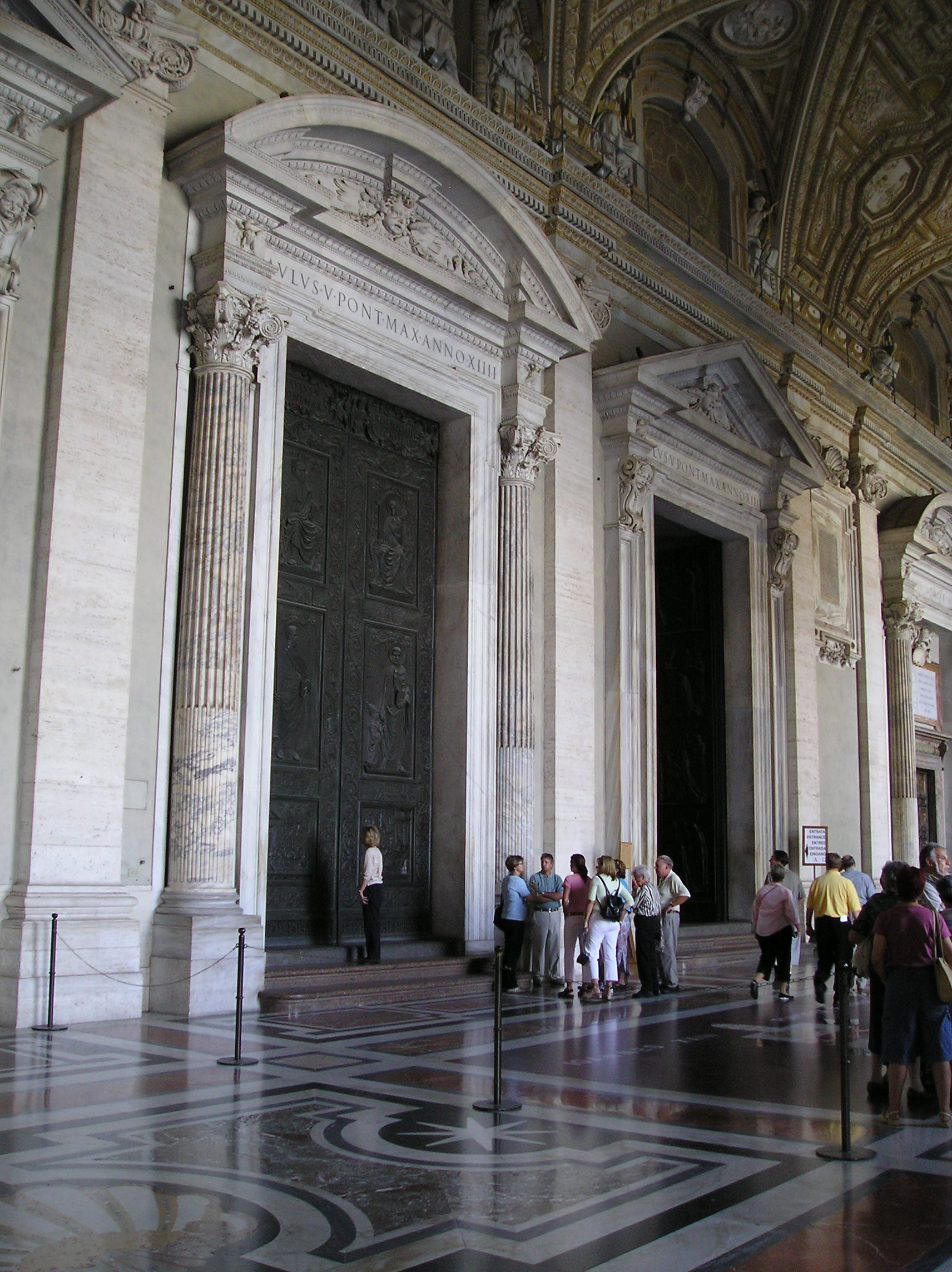
L'atri amb la porta de Filarete

Per entrar a la basílica, més enllà de la façana principal, hi ha cinc portes. La porta a l'extrem esquerre va ser feta per Giacomo Manzù el 1964 i és coneguda com la Porta de la Mort (nº 3). Va ser encarregada per Joan XXIII i pren el seu nom per ser la sortida dels seguicis fúnebres dels Papes. Està organitzada en quatre plafons, al principal hi ha una representació del Devallament de Crist i l'Assumpció al cel de Maria. En el segon estan representats els símbols de l'Eucaristia: el pa i el vi, de manera simbòlica representat per vinyes i espigues tallades. En el tercer quadre es presenta el tema de la mort. Representen l'assassinat d'Abel, la mort de Sant Josep, el martiri de Sant Pere, la mort de Joan XXIII, que no va viure per a veure-la acabada (en un cantó apareix l'Encíclica Pacem in Terris), la mort a l'exili de Gregori VII i sis animals en l'acte de la mort. Al costat intern de la basílica hi ha l'empremta de la mà de l'escultor i un moment del Concili del Vaticà II, en el qual el cardenal Rugambwa, el primer cardenal africà ret homenatge al Papa.

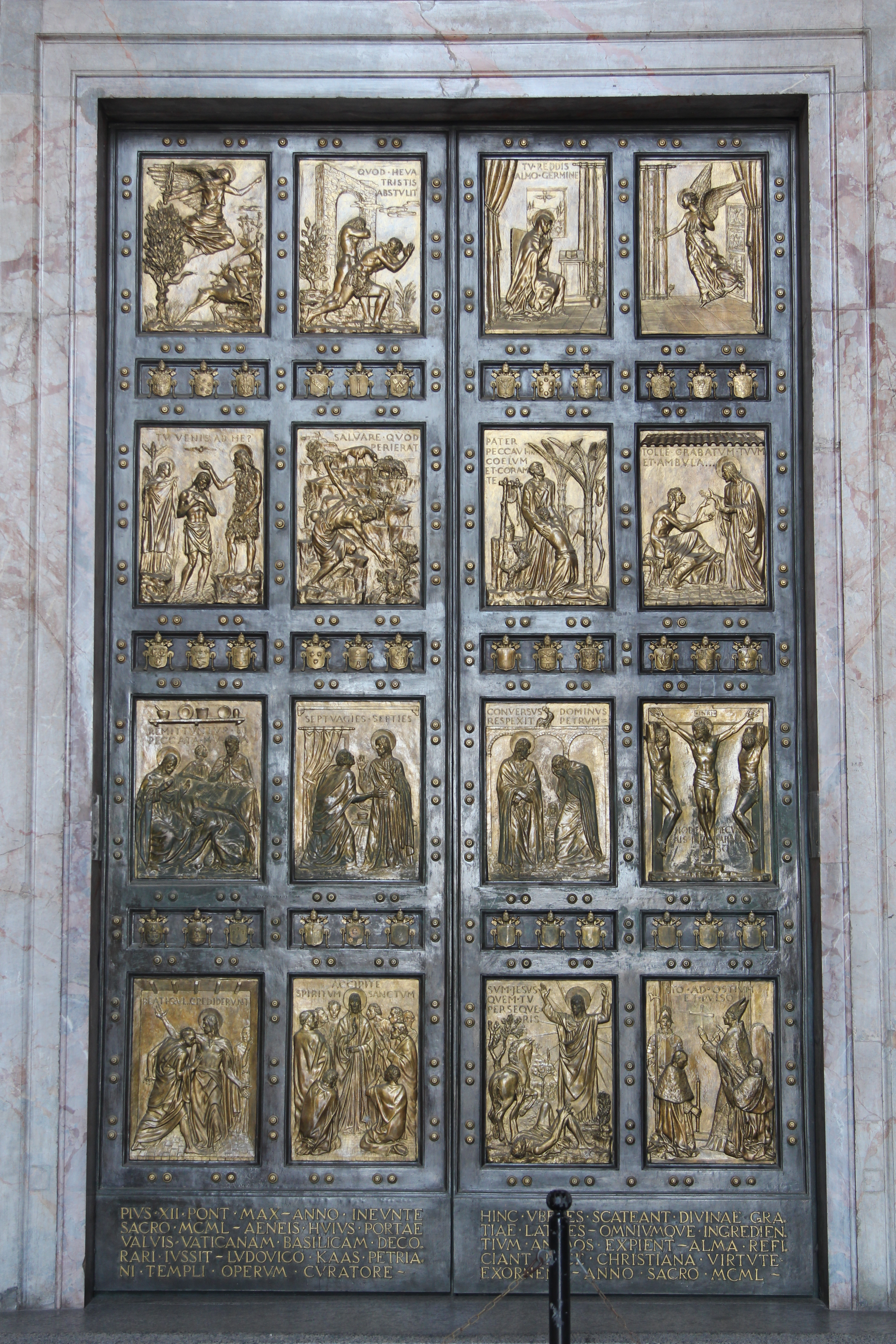
La Porta Santa

La següent és la Porta del bé i del mal (nº 4), obra de Luciano Minguzzi que la va realitzar entre el 1970 i el 1977.
La Porta Central, o Porta de Filarete (nº 5), va ser encarregada per Eugeni IV a Antonio di Pietro Averlino, anomenat Filarete i es va realitzar entre el 1439 i el 1445 per a l'accés a la Basílica de Constantí. Està composta per dues fulles de bronze i cadascuna està dividida en tres plafons superposats. Als plafons de la part superior es representa a Crist en el tron a l'esquerra i la Mare de Déu en el tron a la dreta; en els panells centrals estan representats Sant Pere i Sant Pau, el primer donant les claus al papa Eugeni IV, i el segon representat amb l'espasa i un gerro de flors. Els plafons inferiors representen el martiri dels dos sants. A l'esquerra la decapitació de Sant Pau, a la dreta la crucifixió invertida de Sant Pere. Els panells estan emmarcats per garlandes amb perfils dels emperadors i a les cavitats entre ells hi ha frisos amb episodis del pontificat d'Eugeni IV. Al costat intern es troba la signatura inusual de l'artista, que es va representar amb els seus alumnes muntat damunt d'una mula.
A la dreta hi ha la porta del Sagrament (nº 6). És obra de Venanzo Crocetti i va ser inaugurada per Pau VI el 12 de setembre de 1965. La porta és un àngel que anuncia els Set Sagraments.
La porta de més a la dreta és la Porta Santa (nº 7) feta en bronze per Vico Consorti el 1950 i encarregada per Pius XII. Els setze panells que la formen es pot veure el mateix Pius XII i la butlla de Bonifaci VIII, que va convocar el primer Jubileu el 1300. A sobre hi ha una inscripció que diu PAVLVS V PONT MAX ANNO XIII, i just a sobre de la porta n'hi ha una que diu GREGORIVS XIII PONT MAX. Entre aquestes dues inscripcions unes altres que recorden la inauguració:
| IOANNES PAVLVS II P.M. PORTAM SANCTAM ANNO IVBILAEI MCMLXXVI A PAVLO PP VI RESERVATAM ET CLAVSAM APERVIT ET CLAVSIT ANNO IVB HVMANE REDEMP MCMLXXXIII – MCMLXXXIV | IOANNES PAVLVS II P.M. ITERVM PORTAM SANCTAM APERVIT ET CLAVSIT ANNO MAGNI IVBILAEI AB INCARNATIONE DOMINI MM-MMI | PAVLVS VI PONT MAX HVIVS PATRIARCALIS VATICANAE BASILICAE PORTAM SANCTAM APERVIT ET CLAVSIT ANNO IVBILAEI MCMLXXV            |
| L'any del jubileu 1983 - 1984 per la redempció humana, Joan Pau II, pontífex màxim, va obrir i va tancar la Porta Santa tancada i segellada per Pau VI el 1976.   | Joan Pau II, pontífex màxim, un cop més va obrir i tancar la Porta Santa l'any del Jubileu del 2000.              | Pau VI, pontífex màxim, va obrir i va tancar la Porta Santa d'aquesta basílica patriarcal del Vaticà l'any jubilar del 1975. |

### La nau principal

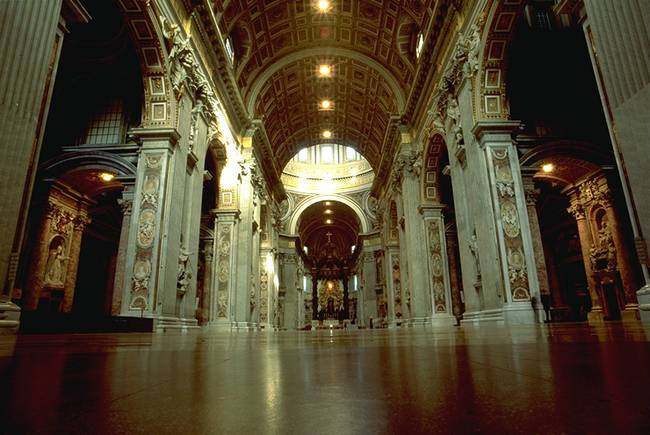
La nau central de la basílica enriquida amb decoracions de Gian Lorenzo Bernini i el seu equip

El gran espai interior està dividit en tres naus per fortes columnes amb grans arcs. La nau central, de 187 metres de llarg i uns 45 metres d'alçada, està coberta per una àmplia volta de canó i culmina darrere del colossal baldaquí de Sant Pere, en la monumental Càtedra de Sant Pere.

Planta de la basílica

És especialment interessant el disseny dels terres de marbre, on hi ha elements de la basílica anterior, com el disc de pòrfir vermell egipci en el qual es va agenollar Carlemany el dia de la seva coronació. Deu mil metres quadrats de mosaics revesteixen la superfície interior i són obra de diversos artistes que han treballat principalment al Seicento i Settecento, com Pietro da Cortona, Giovanni de Vecchi, Cavalier D'Arpino i Francesco Trevisani.
Fins a la intersecció amb el transsepte, als nínxols dels pilars de la dreta de l'entrada, hi ha les estàtues de diversos sants fundadors d'ordes religiosos i instituts de perfecció catòlics: Santa Teresa de Jesús  (1754, fundadora dels carmelites descalços), Santa Magdalena Sofia Barat (1934, de les Monges del Sagrat Cor), Sant Vicenç de Paül (de Pietro Bracci, 1754, dels paüls i les Filles de la Caritat), Sant Jean Eudes (1932, dels eudistes), Sant Felip Neri (1737, dels oratorians), Sant Joan Baptista de la Salle (1904, dels Germans de La Salle), l'antiga estàtua de bronze de Sant Pere apòstol (d'Arnolfo di Cambio) i Sant Joan Bosco (1936, dels salesians). Als pilars de l'esquerra hi ha: Sant Pere d'Alcàntara (1713, fundador dels franciscans descalços), Santa Lucia Filippini (1949, de les Mestres Pies Filippini), Sant Camil de Lellis (1753, dels Pares Camils), Sant Lluís Maria Grignion de Montfort (1948, de les Filles de la Saviesa, els MonfortIans i els Gabrielistes), Sant Ignasi de Loiola (1733 de Camillo Rusconi, fundador dels jesuïtes), Sant Antoni Maria Zaccaria (1909, dels barnabites), Sant Francesc de Paula (1732, dels mínims) i Sant Pere Fourier  (1899, de la Congregació de la Mare de Déu de Canongesses de Sant Agustí).

### La nau dreta

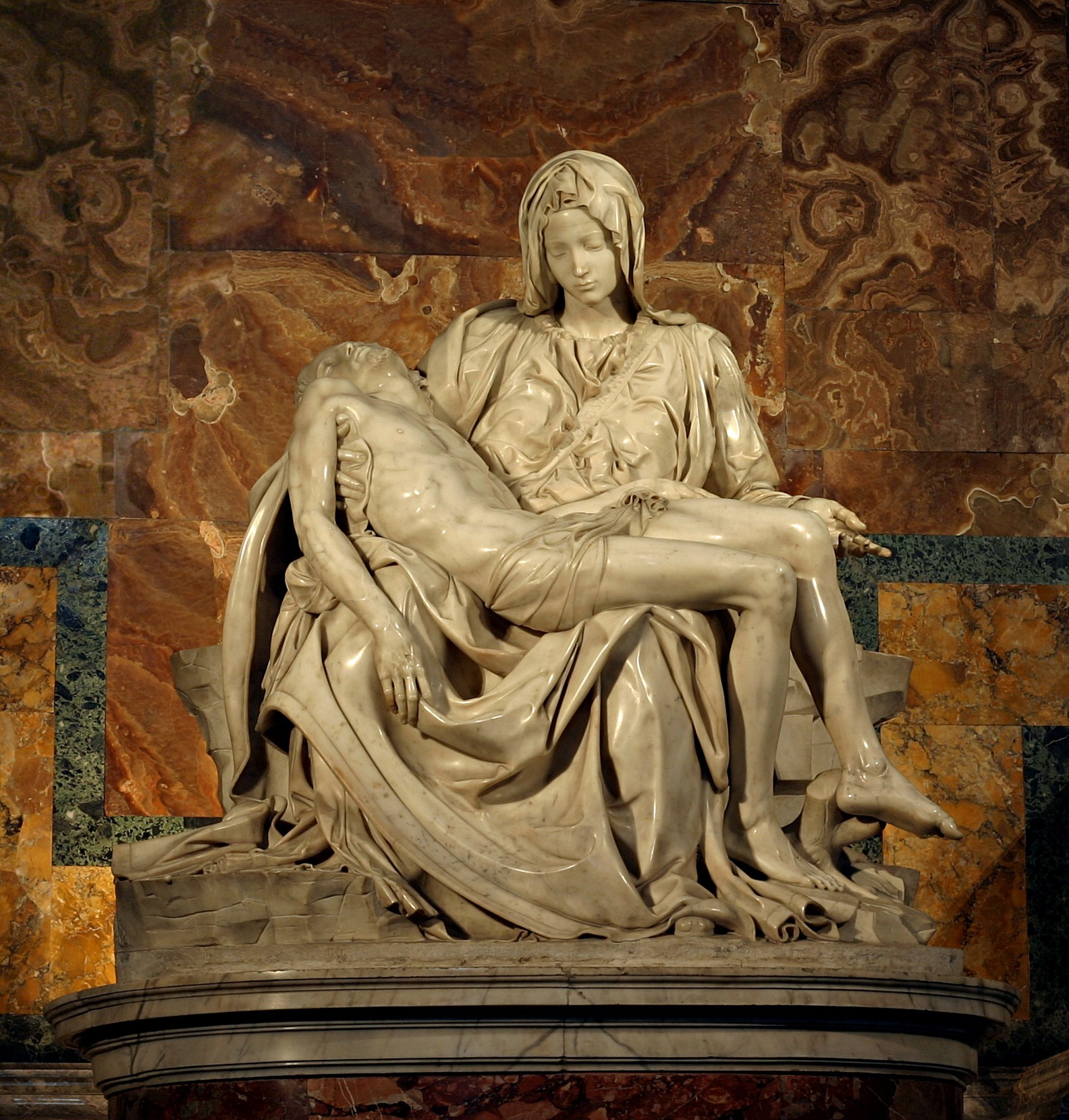
La Pietat de Miquel Àngel

A la primera capella a la dreta (nº 9), es troba la famosa Pietat de Miquel Àngel, el treball dels primers anys del mestre (1499) i que impacta per l'harmonia i la blancor. L'escultura està protegida per una caixa de vidre, com a conseqüència dels danys soferts el 1972, quan un desequilibrat la va atacar colpejant-la en diverses parts amb un martell.
Després de passar el monument a Lleó XII (1835-1836) i el monument del segle xvii a la reina Cristina de Suècia, respectivament de Giuseppe de Fabris i Carlo Fontana (nº 10 i 11), trobem la capella de Sant Sebastià (nº 13), on es troba el gran mosaic del Martiri de Sant Sebastià, realitzat sobre la base d'una pintura del dominic Pier Paolo Cristofari. A la capella, coberta per una volta decorada amb mosaics de Pietro da Cortona, també es conserven els monuments construïts durant el segle xx per Pius XI i Pius XII (nº 12 i 14).
Més endavant, hi ha els monuments a Innocenci XII (de Filippo della Valle, 1746,nº 15) i a Matilde de Canossa (de Gian Lorenzo Bernini, 1633-1637, nº 16), que precedeixen l'entrada a la Capella del Santíssim Sagrament (nº 17), separats per una reixa dissenyada per Francesco Borromini. La capella va ser dissenyada per Carlo Maderno per a enllaçar la basílica de Miquel Àngel amb el cos longitudinal del segle xvii.
A la part exterior, la capella, amb un sostre inferior al cos de la basílica, està tancada per un àtic per tal de dissimular la diferència d'alçada de la coberta. Dos monuments de Gregori XIII (Camillo Rusconi, 1723, nº 18) i Gregori XIV (nº 19), tanquen la nau just abans de la girola que envolta la cúpula.

### La nau esquerra

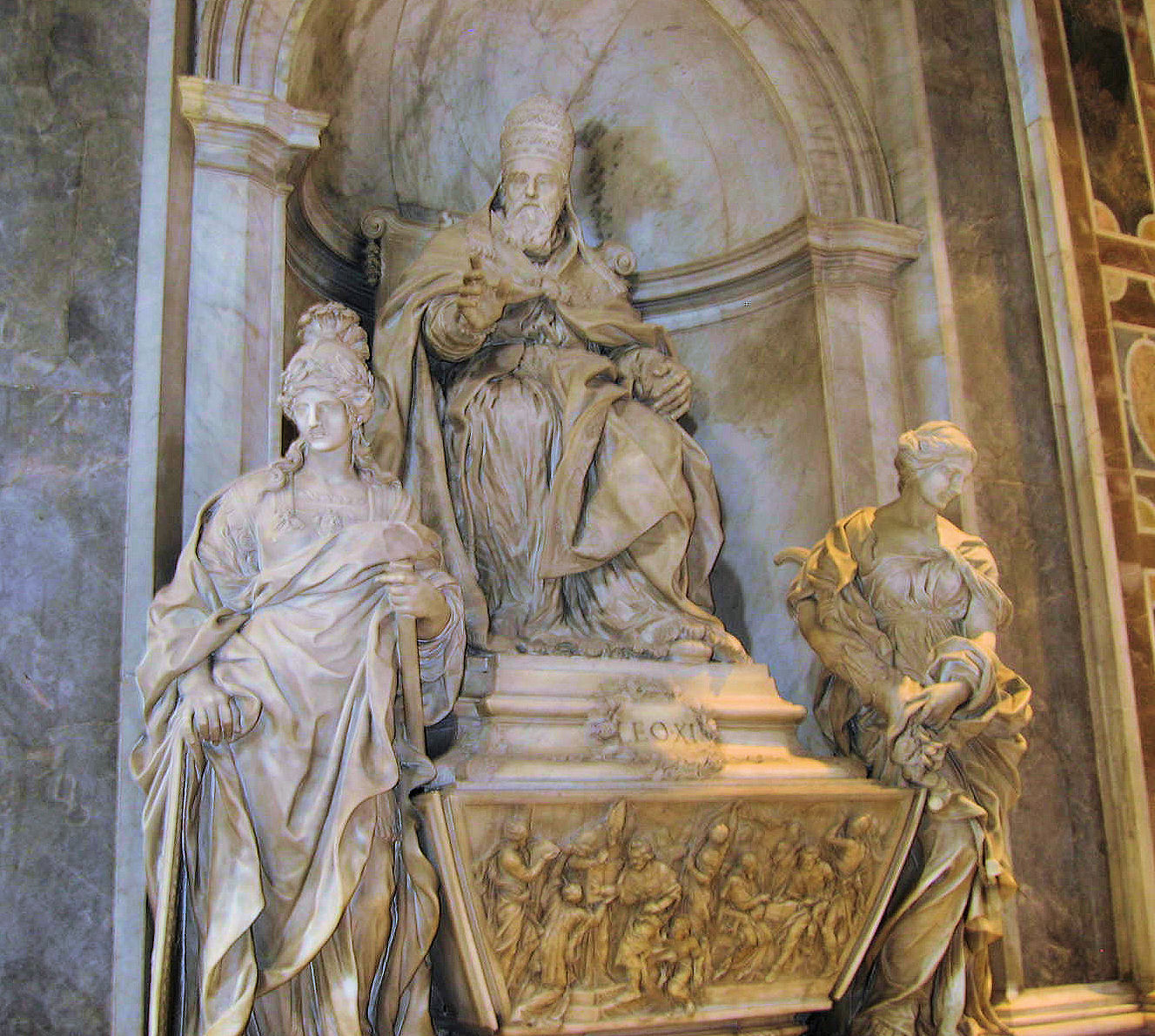
Alessandro Algardi, la tomba de Lleó XI

La nau s'obre amb la Capella del baptisme (nº 71), dissenyada per Carlo Fontana i decorada amb mosaics de Baciccio que va ser acabada per Francesco Trevisani. El mosaic que és darrere de l'altar, va ser compost a imitació d'un quadre de Carlo Maratta, que actualment és a Santa Maria degli Angeli e dei Martiri.
Una mica més enllà hi ha la tomba de Maria Clementina Sobieski (Pietro Bracci, 1742, nº 70) i a continuació el Monument als Estuard (Antonio Canova, 1829, nº 69). A la propera Capella de la Presentació (nº 67) es conserva el cos de Pius X, mentre que a les parets, durant el segle xx, s'hi van disposar els monuments a Joan XXIII i Benet XV (nº 66 i 68).
A l'espai delimitat per les columnes de la nau hi ha un monument a Pius X (1923, nº 65) i la tomba d'Innocenci VIII (nº 64), realitzada per Antonio Pollaiuolo (segle xv). Una altra reixa de Borromini delimita la Capella del Cor (nº 63), davant per davant de la del Santíssim Sagrament, que també incorpora la configuració externa de la part superior. Des de l'últim pilar abans del deambulatori es troben els monuments de Lleó XI (Alessandro Algardi, 1644, nº 61) i d'Innocenci XI (nº 60).

### El deambulatori

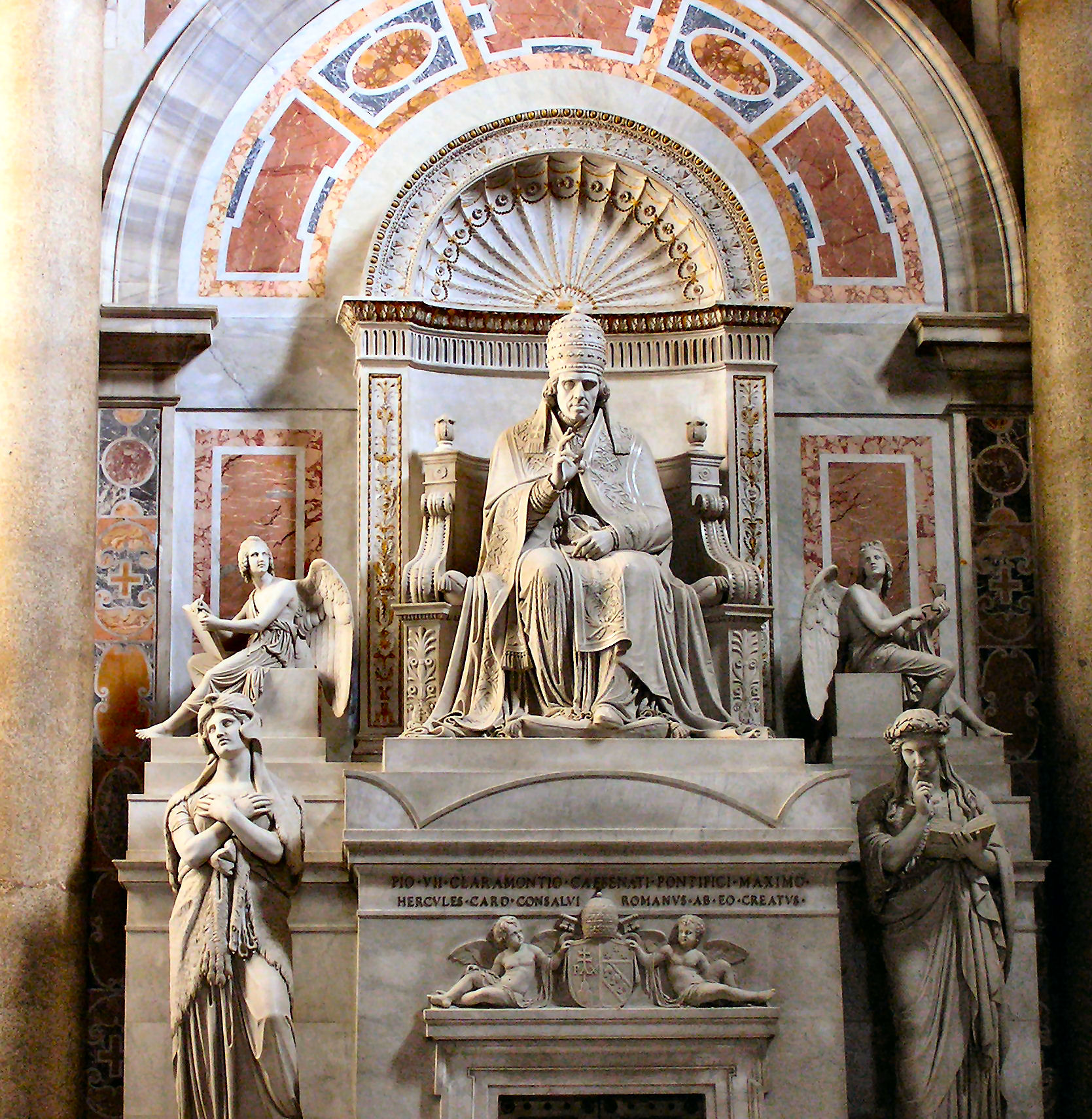
Bertel Thorvaldsen un monument a Pius VII

El deambulatori, o espai que envolta els quatre pilars que sostenen la cúpula, introdueix al cor de la basílica, tal com ho havia dissenyat Miquel Àngel.
A la columna situada al final de la nau dreta hi ha l'altar de Sant Jeroni (nº 20), amb la tomba de Joan XXIII a la base d'un gran mosaic reproducció d'una pintura de Domenichino. Entre la Capella del Santíssim Sagrament i el creuer hi ha ubicada la capella Gregoriana (nº 21). Està coberta per una cúpula i s'inscriu dins dels murs cortina de la basílica, per fora està rematada per una de les dues cúpules ornamentals que envolten la major. Aquí es troba la tomba de Gregori XVI (Luigi Amici, 1848-1857, nº 22). La cara nord està delimitada per l'altar de la Madonna del Soccorso (nº 23), al costat de la qual es troba la tomba de Benet XIV (nº 25) i l'altar de Sant Basili (nº 24), embellida per un mosaic del segle xviii.
Superant el transsepte hi ha un monument a Climent XIII (Antonio Canova (1787-1792, nº 31), abans s'hi troba l'altar de l'encenser (nº 32). Segueixen els altars de Sant Miquel Arcàngel (nº 33), Santa Peronella (nº 34) i Sant Pere, que resucita Tabitha (nº 36), la paret oest allotja el monument a Climent X de finals del segle xvii de Mattia de Rossi (nº 35).

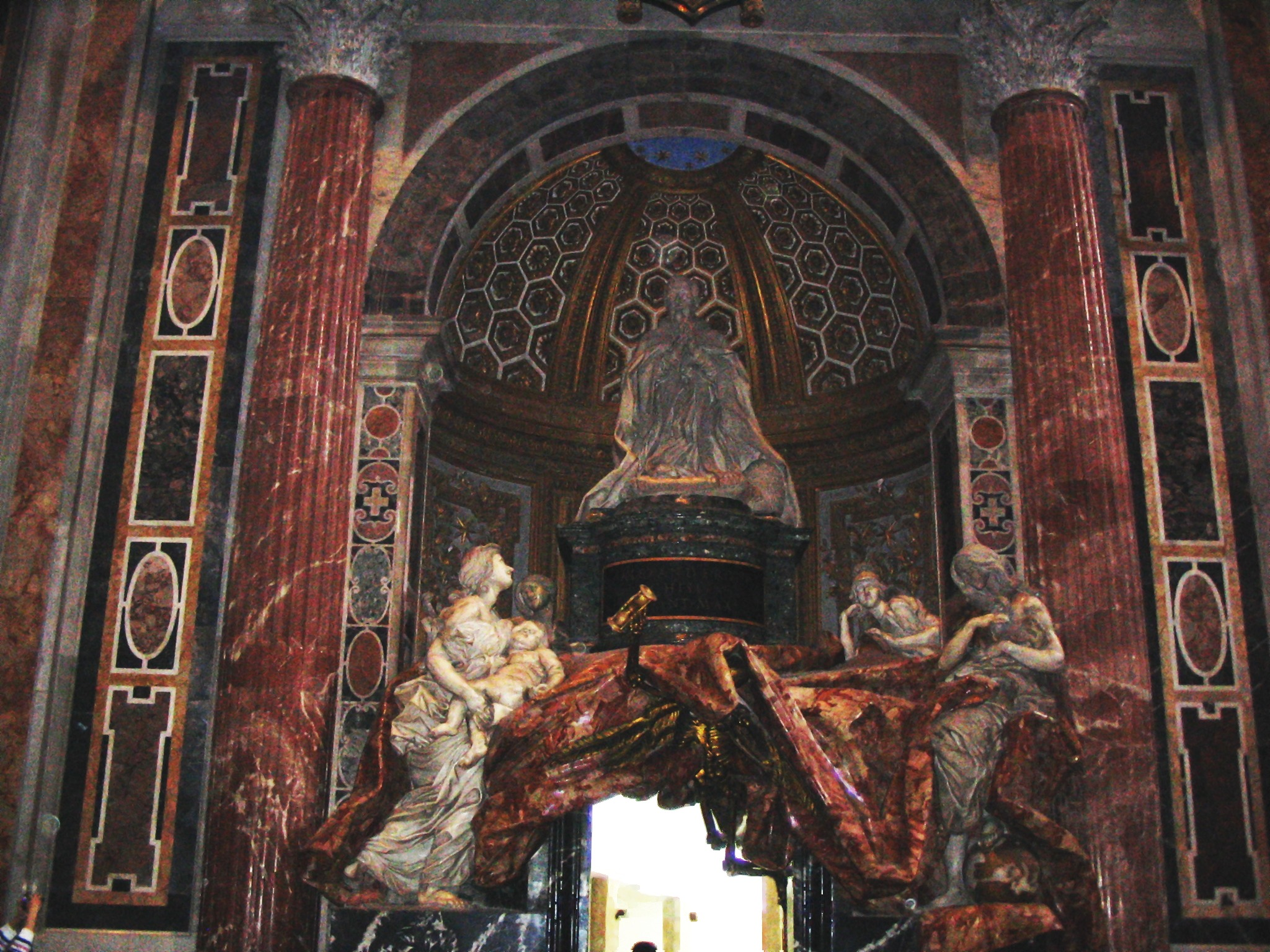
Tomba d'Alexandre VII

La part sud de la girola es caracteritza per una reproducció del mosaic de la famosa Transfiguració de Rafael Sanzio, situat a la columna que tanca la nau esquerra (nº 59). La capella adjacent, similar a la Gregoriana, s'anomena Clementina (nº 58), i aquí descansen les restes de Gregori el Gran (nº 56) i Pius VII (nº 57, de Bertel Thorvaldsen, 1831, l'únic artista no catòlic que ha treballat per a l'església catòlica). L'altar del Candeler (nº 55), està adornat amb un mosaic del segle xviii, està situat abans del memorial a Pius VIII (Peter Tenerani, 1866, nº 67), des d'on un passadís condueix a la gran sagristia de la basílica vaticana, situada fora de l'església.
Després de passar el creuer sud, es troba la Tomba d'Alexandre VII, treball notable de Gian Lorenzo Bernini (nº 47), en què el Papa es mostra absort en la pregària, amb la mort, representada per un esquelet amb un rellotge de sorra, que precedeix a una porta, el pas simbòlic a l'altra vida.
Segueix l'altar del Sagrat Cor (nº 48, amb els seus mosaics que daten només de 1930) i, a continuació la Capella de la Mare de Déu de la Columna (nº 44), on hi ha l'altar dedicat a Sant Lleó el Magne (nº 45), amb un magnífic altar de marbre d'Alessandro Algardi (1645 - 1653). El deambulatori es tanca amb l'altar del segle xviii de Sant Pere que guareix un paralític (nº 43) i el monument a Alexandre VIII (nº 42).

### El creuer
El transsepte septentrional, cap al Palau Vaticà, va ser dissenyat per Miquel Àngel Buonarroti, que va eliminar el deambulatori previst pels seus predecessors, tancat l'accés al corredor exterior (no realitzat) i creant nínxols coronats per grans finestres rectangulars. Els nínxols allotgen tres altars dedicats a Sant Venceslau de Bohèmia (nº 27), Sant Erasme (nº 29) i, al centre, als sants Procés i Martirià (nº 28). El creuer sud, semblant a l'anterior, es caracteritza per altres altars, dedicats a sant Josep (al centre, nº 51), la Crucifixió de Pere (nº 52) i Sant Tomàs apòstol (nº 50).

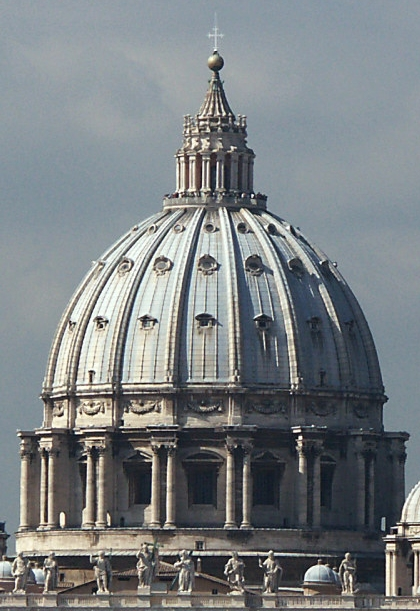
La cúpula de Miquel Àngel vista des de l'exterior de la basílica

Al llarg del transsepte, en nínxols excavats als pilars, hi ha, com a la nau, diverses estàtues de sants fundadors d'ordes i instituts religiosos. Al cantó de l'absis, al transsepte dret: Sant Buonfiglio Monaldi (1906, un dels fundadors dels servites), Sant Josep de Calassanç (1755, dels escolapis), Sant Pau de la Creu (1876, dels passionistes) i Sant Bru de Colònia (1744, dels cartoixans); al transsepte esquerre: Sant Guillem de Vercelli(1878, de l'Orde de Montevergine), Sant Norbert de Xanten (1767, dels premonstratencs), Santa Àngela Merici (1866, de les ursulines) i Santa Juliana Falconieri (1740, de les monges servites). Al cantó de la nau, al transsepte dret: Santa Joana Thouret (1949, fundadora de les Germanes de la Caritat de Santa Joana), Santa Francesca Cabrini (1947, de les Missioneres del Sagrat Cor), Sant Jeroni Emilià (1775, dels somascos) i Sant Gaietà de Thiene (1738, dels teatins); al transsepte esquerre: Santa Marie Pelletier (1942, de les Germanes del Bon Pastor), Santa Lluïsa de Marillac (1954, de les Filles de la Caritat), Sant Joan de Déu (1745, dels Hospitalers de Sant Joan de Déu) i Sant Pere Nolasc (1742, dels mercedaris).

### La cúpula

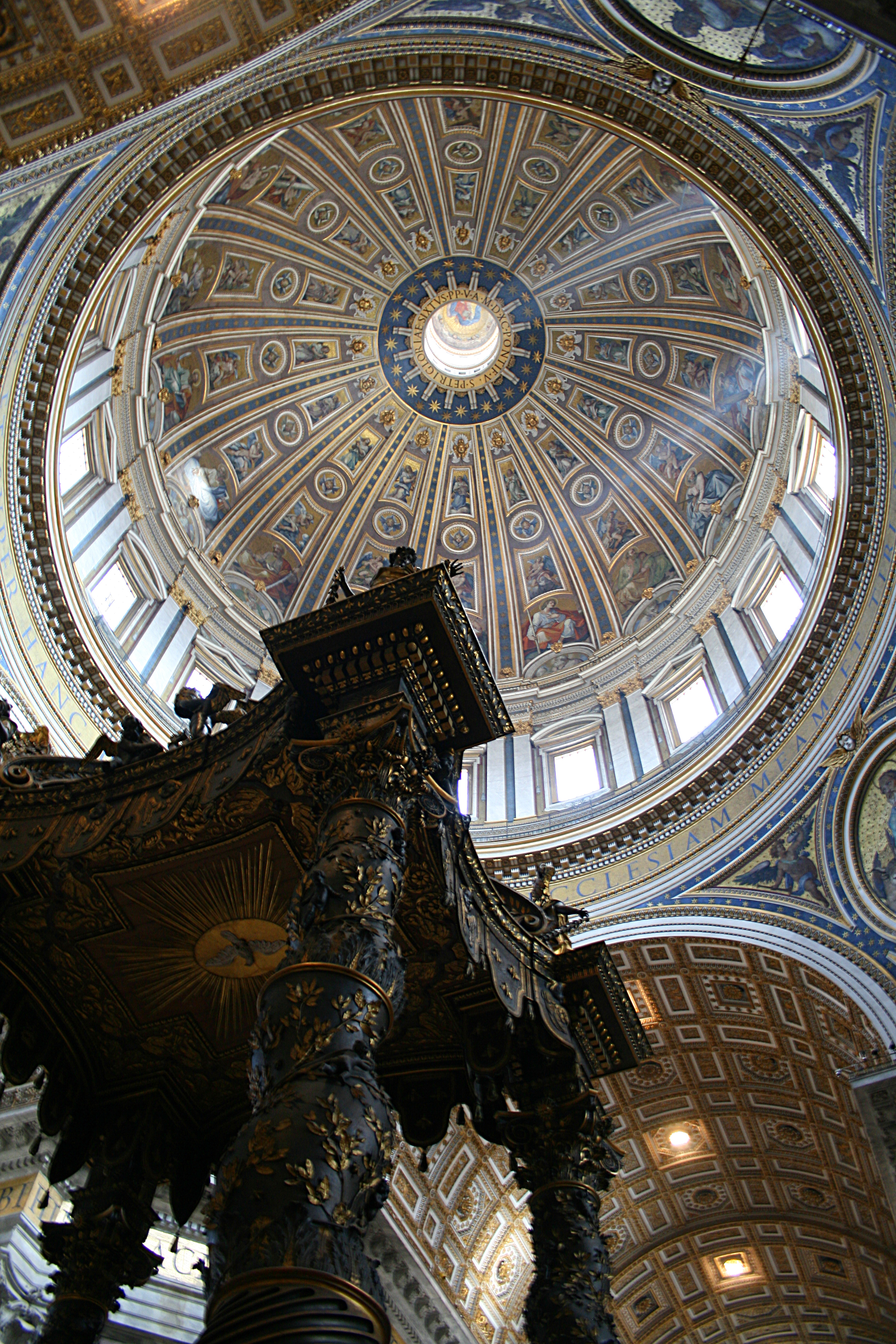
La cúpula de Miquel Àngel vista des de l'interior de la basílica

Amb els seus 136 metres d'alçada, fa 42 metres de diàmetre (una mica menor que el Panteó) i els seus 537 esglaons és l'emblema de la Basílica i un símbol de tota la ciutat de Roma. Descansa sobre un alt tambor (construït sota la direcció de Miquel Àngel), definida externament per una fila de columnes dobles i setze finestres rectangulars, separades per altres tantes arestes. Quatre grans pilastres de 71 metres de perímetre suporten tota l'estructura, amb un pes que s'estima en 14.000 tones.
La cúpula va ser construïda en només dos anys per Giacomo della Porta, arran dels dissenys de Miquel Àngel, qui potser havia previst una cúpula perfectament esfèrica, com almenys ho demostren els gravats de Stephen Dupérac publicats poc després de la seva mort. Fins i tot el model de fusta de la cúpula, conservat dins la basílica ajuda a revelar les veritables intencions de Miquel Àngel. El model va ser construït entre el 1558 i 1561, quan les obres del tambor ja s'havien iniciat, però després va ser canviat i presenta algunes diferències substancials en el disseny de la corona i altres ornaments. Després de tot, Miquel Àngel es va reservar per a si el dret de fer canvis a l'estructura de tota la basílica, de la qual no ens ha arribat cap projecte final, per tant la presència d'un model no es considerava estrictament vinculant per a l'assoliment del treball. Ho demostren, per exemple, els timpans de les setze finestres que marquen el perímetre del tambor, al model són de forma triangular, mentre que a la mateixa cúpula presenten alternança de formes triangulars i corbes.
En qualsevol cas, la configuració actual de la cúpula va ser realitzada per Della Porta, i per evitar riscos a l'estructura la va realitzar amb arc realçat, uns 7 metres més que el previst per Miquel Àngel, i envoltant la base amb cadenes de ferro. No obstant això, durant segles, a causa d'algunes lesions perilloses, especialment al tambor, han estat necessàries altres intervencions per a la consolidació, a càrrec de l'enginyer Giovanni Poleni, amb la inclusió de 5 cadenes més a l'estructura del tambor.
Des del punt de vista estructural es compon de dues cúpules superposades, com ja es va realitzar a Florència per Brunelleschi: la interior, més gruixuda és la de suport, mentre que l'exterior, coberta de fulls de plom, és l'exposada als elements i fa de protecció de la primera. Van treballar vuit-cents homes en la realització de la cúpula, el 1593, que es va tancar amb l'imponent llanternó amb columnes adossades. Segons el gravat de Dupérac, hi hauria d'haver quatre cúpules més petites i ornamentals al voltant de la central, però es van realitzar només les que cobreixen la Capella Gregoriana i la Clementina.

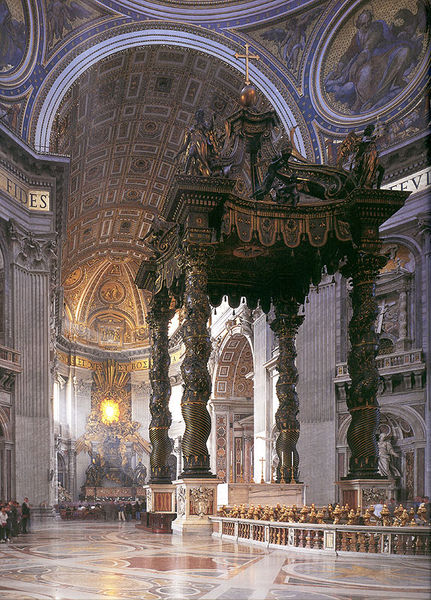
El Baldaquí de Sant Pere de Gian Lorenzo Bernini

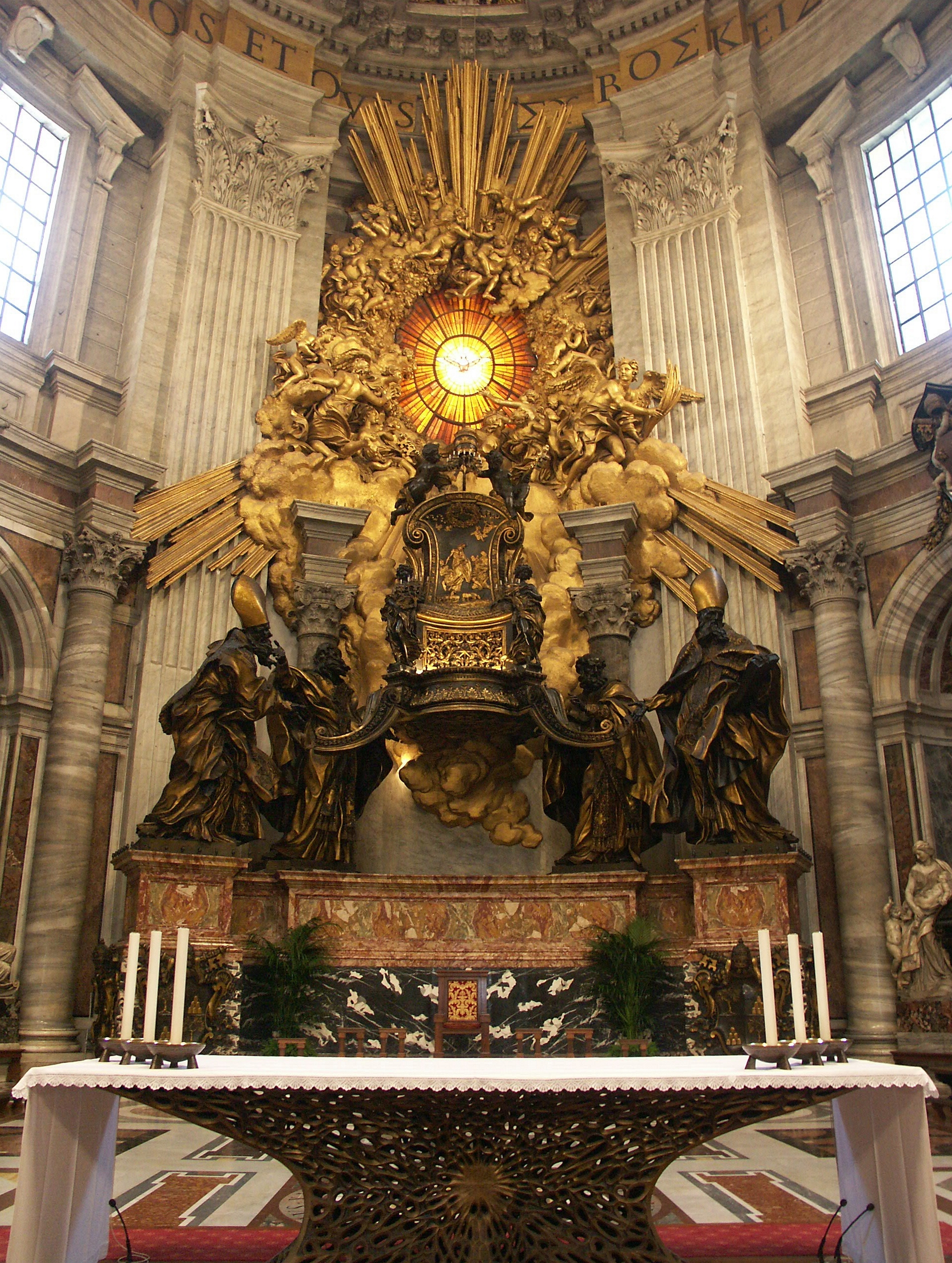
Càtedra de Sant Pere

La decoració interior es va dur a terme mitjançant la tècnica del mosaic. La majoria de les representacions presents a la basílica van ser realitzades per Cavalier d'Arpino i Giovanni de Vecchi per voluntat de Climent VIII i presenten escenes amb Crist, els apòstols i els bustos dels papes i sants. L'escala que permet arribar al cim de la cúpula té un particular disseny de gir amb un voladís de terracota Ferentina.

### L'altar papal
L'espai sota la cúpula es caracteritza pel monumental baldaquí de Sant Pere (nº 82), dissenyat pel geni de Gian Lorenzo Bernini i construït entre 1624 i 1633 durant el mandat d'Urbà VIII. Fet amb el bronze prés del Panteó de Roma, és de gairebé 30 metres d'alçada i està sostingut per quatre columnes salomòniques, a imitació del Temple de Salomó i el baldaquí de la basílica de Constantí, les columnes del qual s'havien recuperat i s'afegiren com un adorn als pilars de la cúpula de Miquel Àngel. Al centre, a l'ombra del dosser, cobert per l'immens espai de la cúpula, es troba l'altar papal, encarregat per Climent VIII, situat a la vertical exacta de la tomba de Sant Pere.
Als quatre grans pilars que circumden la base de la cúpula hi ha les escultures encarregades per Urbà VIII: Sant Longí (nº 88) de Gian Lorenzo Bernini (1639), Santa Helena (nº 84) feta per Andrea Bolgi el 1646, Santa Verònica (nº 80) de 1632, pertanyents a Francesco Mochi i, finalment, Sant Andreu (nº 76) de François Duquesnoy (1640).

### Cor
L'estructura del cor és similar a la del creuer i domina el centre de la paret que tanca la basílica la Càtedra de Sant Pere (nº 39); un reliquiari monumental de Gian Lorenzo Bernini, que conté la suposada relíquia de la cadira de Sant Pere d'època paleocristiana, recolzada per les estàtues dels quatre Pares de l'Església i il·luminada per l'enlluernadora aparició del colom, que representa l'Esperit Sant.
A l'esquerra de la càtedra es troba el monument a Pau III, realitzat per Giacomo della Porta (nº 40). A mà dreta es troba la Tomba d'Urbà VIII (nº 38), també dirigida per Bernini qui hi va treballar a partir de 1627: el complex està dominat per una estàtua del Papa en acció de beneir, als costats del sarcòfag hi ha les figures al·legòriques de la Caritat i la Justícia. Al centre, un esquelet escriu l'epitafi.
Als pilars continua la sèrie d'estàtues de sants fundadors d'ordes i instituts. Als nínxols inferiors, els dels grans ordes catòlics: a l'esquerra Sant Benet de Núrsia (1735, fundador dels benedictins), Sant Francesc d'Assís (1727, dels franciscans), i a la dreta Sant Domènec de Guzmán (1706, fundador de l'Orde de Predicadors o dominics) i el profeta Elies (1727, mític fundador dels carmelites). Als nínxols superiors, a l'esquerra: Santa Francesca de Roma (1850, fundadora de les Oblates de Tor de' Specchi) i Sant Alfons Maria de Liguori (1839, dels redemptoristes); a la dreta: Sant Francesc Caracciolo (1834, dels Clergues Regulars Menors) i Sant Francesc de Sales (1848, de les saleses).

### Les Grutes Vaticanes

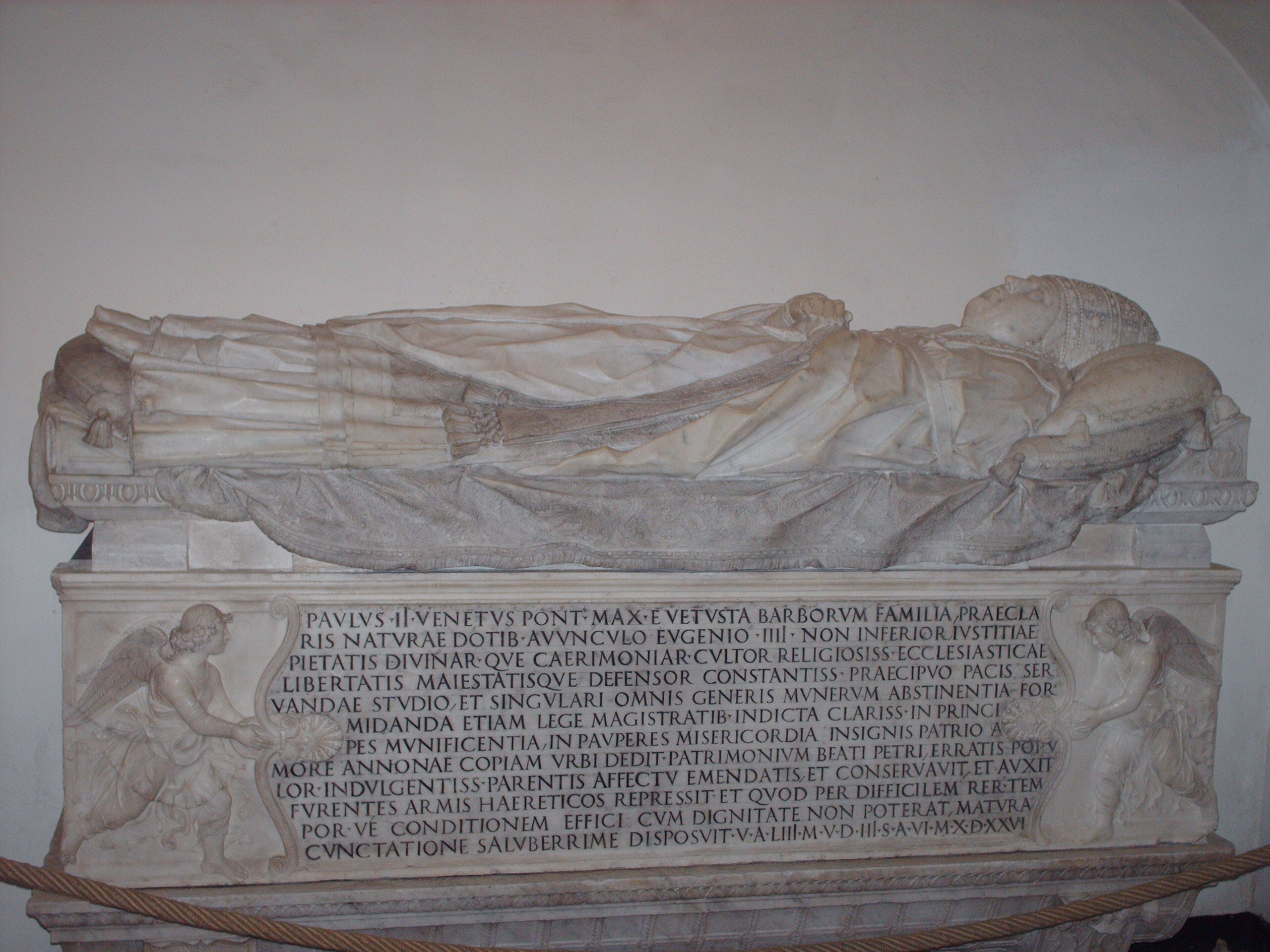
Tomba de Pau II

Al soterrani de la basílica s'ubica les anomenades Grutes Vaticanes, cripta d'enterrament de molts papes. A la pràctica es tracta d'una església subterrània de tres naus, situada just a les bases del baldaquí de Sant Pere i excavada al desnivell entre la nova i l'antiga basílica.
Al voltant de 1940 es van dur a terme excavacions que van desenterrar la primera planta de l'antiga basílica de Constantí i, excavant més profundament, les restes d'una necròpolis romana. De fet, per crear la base de la primera església, es va allisar i anivellar el turó del Vaticà, que comprenia l'àrea de la necròpolis. La presència d'aquesta zona d'enterrament podria explicar la creença que la tomba de Sant Pere es trobava al lloc on es va construir la basílica.
Després de les excavacions, el 1953 es van trobar alguns ossos embolicats en una tela preciosa de color porpra, amb tota probabilitat d'alguna tomba del mateix cementiri, on es reconeixia una inscripció incompleta en grec amb el nom de Pere. Aquesta troballa va convèncer a Pau VI que, probablement, es tractava de les restes del cos de Sant Pere. Per tant, les restes van ser traslladades a la posició original en el subsòl del baldaquí de Bernini, des del que s'accedeix a l'anomenat confessional de Sant Pere (nº 65), de Carlo Maderno. Aquí hi ha un nínxol en el qual brilla un mosaic, la icona romana d'Orient de Crist, visible des de la balustrada de la basílica, il·luminat per noranta-nou llums votives. A sota de la icona, la preciosa caixa no conté els ossos atribuïts a Pere (que es troben més avall), sinó el pal·li (estola amb creu) que el papa dona als nous elegits bisbes metropolitans per marcar el seu vincle amb el mateix Apòstol.

## Dades d'interès
Dins la basílica hi ha enterrats la majoria dels papes.
La nau central va ser utilitzada per celebrar-hi el Concili Vaticà II entre 1962 i 1965.
L'estàtua de bronze de Sant Pere que es troba a la part dreta de la nau central de la basílica va ser probablement feta per Arnolfo di Cambio amb motiu de l'any sant de 1300 (tot i que altres sostenen que és del segle iv o V). Els pelegrins besen el seu peu dret com a senyal d'adhesió i fidelitat al Papa. Mostra d'això és el desgastat que es troba el peu després de segles de fer-ho. Per la festa de Sant Pere i Sant Pau (29 de juny) és vestida amb rics ornaments.
Sota els quatre pilars principals hi ha tombes de sants i reliquiaris, presidits per l'estàtua de Sant Longí, el soldat que va travessar el costat de Crist, posteriorment convertit al cristianisme, que sosté la Santa Llança. També hi ha l'estàtua de Santa Helena, emperadriu que va portar les relíquies de la Passió des de Palestina, i que sosté un tros de la Creu de Crist.
La façana de Maderno té 5 portes. La Porta Santa sempre està tapiada excepte els anys del jubileu, en què es convida els pelegrins a anar a Roma a la recerca del perdó dels pecats, i en què la porta s'obre. Al final de l'any el Papa torna a tancar-la.
A la façana també hi ha el balcó de les benediccions, des del qual els papes en ser escollits fan la benedicció Urbi et orbi (A la ciutat - Roma - i al món).